# Тупари
Тупари (Tuparí) — исчезающий язык тупи, используемый местным населением в районе рек Бранку и Гуапоре в бразильском штате Рондония в Бразилии.